# ベルリン-マクデブルク線
ベルリン-マクデブルク線 （ベルリン-マクデブルクせん、ドイツ語: Bahnstrecke Berlin–Magdeburg）とは、ドイツ連邦共和国の首都ベルリンのヨルクシュトラーセ（グロースゲルシェンシュトラーセ）駅からブランデンブルク州を経てザクセン＝アンハルト州マクデブルクのマクデブルク中央駅に至る全長141.9kmのドイツ鉄道の路線である。

## 概要
全線が複線電化である。1838年にベルリン・ポツダム鉄道として開業し、プロイセン最初の鉄道であった。1846年にマクデブルクまで延伸された。

## 歴史
プロイセン王国の離宮がベルリンから西方に約25kmのポツダムに位置し、19世紀初頭にはポツダムは既に20万人以上の人口を有していた。イギリスは既に鉄道建設を開始していたにもかかわらず、フリードリヒ・ヴィルヘルム3世の懐疑的な姿勢がプロイセンにおける鉄道建設を遅らせた。バイエルン・ルートヴィヒ鉄道の開業がドイツ経済に大きな影響をもたらしたことから、プロイセンでもようやく鉄道建設が決定された。
ベルリン・ポツダム鉄道株式会社は1833年6月28日に設立され、最初の区間は1838年に開業した。続いてポツダム・マクデブルク鉄道株式会社が1845年に設立され、ベルリン - ポツダム間の鉄道をマクデブルクに延伸し、後にベルリン・ポツダム鉄道株式会社を併合してベルリン・ポツダム・マクデブルク鉄道株式会社が設立された。
1870年にはベルリン・ポツダム・マクデブルク鉄道株式会社、マクデブルク・ハルバーシュタット鉄道、マクデブルク-ライプツィヒ鉄道株式会社が合同でマクデブルク中央駅建設のために55ヘクタールの用地を購入した。

### 国有化と高速化
1891年10月1日に現在のルートのヴァンゼー線がツェーレンドルフ - ベルリン間を並行する形で開業した。1928年にはヴァンゼー - ポツダム間にベルリンSバーンが延伸された。 1933年5月15日にはベルリン - ツェーレンドルフ間の長距離線も電化された。さらに、長距離線を走行していた電車はヴァンゼーを経由せずにポツダムに至るルートで蒸気機関車牽引の近郊列車として存続した。1939年にはデュッペル駅が開業した。ポツダム駅は戦争被害で1945年に閉鎖され、Sバーンの南区間も二度と復旧することがなかった。

### 第二次世界大戦後
マクデブルクのヘレンクルーク橋はひどく損傷したが、応急処置により1946年3月12日に運行が再開された。ソビエト連邦への賠償のために1948年までに複線のうち片側の線路が撤去され単線化された。
1945年4月にはテルトー運河に架かる鉄橋が爆破され、グリーブニッツ - デュッペル間は賠償のために単線化された。同年12月1日の段階ではデュッペル - ツェーレンドルフ間にはシャトル便が運行されるだけであった。
1948年6月15日時点では当区間は電化されていたにもかかわらず、経費削減のために蒸気機関車で運行されていた。ベルリンの壁の建設後の西ベルリン側でのSバーンへの不乗車運動および並行バスの運行開始の影響を受けた。列車には乗客が1人もいないこともあったにもかかわらず、1972年12月20日には東ドイツ国鉄はツェーレンドルフ - デュッペル間に新駅としてツェーレンドルフ・ズュート駅を建設した。
1980年夏に西ベルリン側でSバーンの従業員によるストライキが発生し、同年9月18日にはツェーレンドルフ - デュッペル間のSバーンが廃止された。
1952年にはグリーブニッツ駅に国境管理施設が設置された。単線化の影響で輸送力は著しく減少していた。1957年にベルリン外環状線が開業すると、東ベルリン - ヴェルダー（ハーフェル）間の長距離列車のルートが変更されベルリンの壁建設後はグリーブニッツ駅が東ドイツと西ベルリンの境界駅としての重要度が増し、配線も変更されるようになった。マクデブルク - ヴェルダー（ハーフェル）間の再複線化は1976年に完成した。1983年にはヴェルダー（ハーフェル） - ベルリン＝ヴァンゼー間の再複線化が行われた。

### 再統一後
グリーブニッツ - ブランデンブルク間の電化が1995年12月に行われ、ICEはブランデンブルク経由で運行されるようになった。同時に最高速度は160km/hに引き上げられた。
1998年9月のハノーファー-ベルリン高速線開業後は長距離列車は高速線経由に切り替えられた。1999年には新たにポツダム中央駅が開業した。これに伴い旧ポツダム貨物駅は廃止された。
今日まで残る長距離列車は1日1往復のコトブス - ベルリン - マクデブルク - ハノーファー - ノルトダイヒを結ぶインターシティのみである。